# Sacrifice (Motörhead-Album)
Sacrifice ist das zwölfte Studioalbum der britischen Heavy-Metal-Band Motörhead. Es war das letzte Album der Band mit dem zweiten Gitarristen Würzel.

## Entstehung
Nach Abschluss der Tournee zum Vorgängeralbum Bastards verließ Motörhead das Label ZYX Music und wechselte zu CBH, dem Plattenlabel ihres deutschen Promoters Rainer Hänsel. Für Nordamerika hatte die Band mit dem Labelwechsel keinen Vertriebspartner mehr. Damit war Sacrifice dort zunächst nur als Import erhältlich, bis das Independentlabel CMC den Vertrieb des fertigen Albums für Nordamerika übernahm und das Album dort am 11. Juli 1995 veröffentlichte.
Die Aufnahmen wurden von Howard Benson produziert. Weil er zugleich als A&R für Giant Records arbeitete, wurde ein Großteil der Albumproduktion von Toningenieur Ryan Dorn nach Anweisungen von Benson erledigt. Bereits während der Studiosessions zeichneten sich Probleme mit Gitarrist Würzel ab, der kurz nach der Veröffentlichung des Albums die Band verließ. Der Band standen für die Aufnahmen zehn Studiotage zur Verfügung. Zum Ende der gebuchten Aufnahmezeit war Lemmy Kilmister erkältet, eine Neuaufnahme der Gesangsspuren war aber nicht mehr möglich. Aus diesem Grund war Kilmister mit dem Gesang bei einigen Titeln nicht zufrieden.

## Titelliste
1. Sacrifice – 3:16
2. Sex & Death – 2:02
3. Over Your Shoulder – 3:17
4. War for War – 3:08
5. Order/Fade to Black – 4:02
6. Dog Face Boy – 3:25
7. All Gone to Hell – 3:41
8. Make 'Em Blind – 4:25
9. Don't Waste Your Time – 2:32
10. In Another Time – 3:09
11. Out of the Sun – 3:43

## Kritiken
Das Magazin Intro schreibt, dass sich das Album nahtlos in die großen Klassiker einreihe, die Zeiten der Kompromisse sei vorbei und die Band lasse „die Bassdrum donnern und die Gitarren sägen“. Stephen Thomas Erlewine von Allmusic bemerkt, dass das Album nichts Neues biete, es sei geradlinig, schnell, laut und mit überraschend eingängigen Melodien versehen. Er resümiert, dass es sich durchaus um eine gefällige und unterhaltsame Scheibe einer der beständigsten Metal-Bands der Geschichte handelt. Götz Kühnemund bezeichnet Sacrifice als eine „überraschend harte Scheibe“, die das Spektrum vom „Goodtime-Rocker 'Don't Waste Your Time' bis zum Doublebass-Kracher 'Sacrifice'“ abdecke.